# 프란시스 지로드

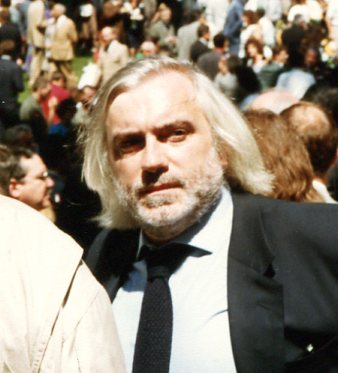

프란시스 지로드(Francis Girod, 1944년 10월 9일 ~ 2006년 11월 19일)는 프랑스의 영화 감독, 각본가, 배우, 영화배우, 영화 프로듀서이다.
보르도에서 사망하였다. 사인은 심근 경색이다.

## 영화
- 배드 장르 (2001년)
- 뤼미에르와 친구들 (1995년)
- 경미한 범죄 (1994년)
- 거짓말 (1993년)
- 영광의 재즈 (1987년)
- 지옥에 빠진 육체 (1986년)
- 복수 (1982년)
- 여은행가 (1980년)
- 더 세비지 스테이트 (1978년)
- 도둑과 경관 (1976년)
- 죽음의 4중주 (1975년)
- 피에르와 폴 (1969년)